# Fiat 16-20 HP

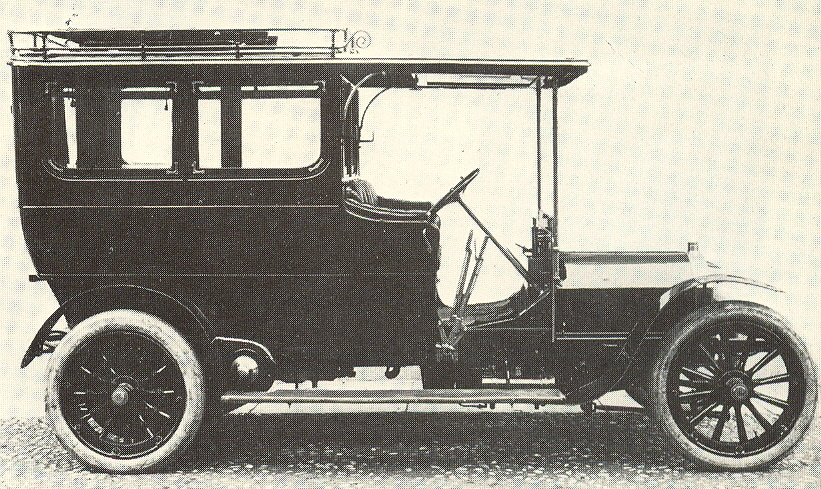
Un Fiat 16-24 HP

El 16-20 de HP es un coche construido por Fiat entre 1903 y 1906. Se establecieron cuatro series, y el segundo fue nombrado entre los 16 - 24 HP. Todas las series se utiliza un motor de cuatro cilindros en línea de 4179 cm³ y 4503 cm³ de cilindrada. La tracción era de vuelta.
Salieron diferentes versiones:
- 1a serie: distribuido en 1903, había un paso de 2120 mm y un motor de 4179 cm³ de cilindrada, el prestamista con una potencia de 20 hp. Eldiámetro fue de 110 mm con un golpe de 110 mm. Fue producido en 100 copias.
- 2a serie: se comercializa en 1904, fue conocido como el "16-24 HP". La distancia entre ejes se incrementó a 2585 mm con el motor de 4179 cm³ de cilindrada pero de 24 CV de potencia. Fue producido en 130 copias.
- 3a serie: se presenta en 1905, le devolvió el nombre de "16 a 20 HP con una distancia entre ejes aumentó a 2853 mm. Se construyeron 171 muestras.
- 4a serie: construido a partir de 1906 se presentó con un nuevo motor, 4503 cm³ de cilindrada. El agujero fue de 105 mm con un golpe de 130 mm. Fue producido en el 290 muestras.[2]

## Otros proyectos
- Wikimedia Commons contiene immagini o altri file su Fiat 16-20 HP

- Datos: Q2736297
- Multimedia: Fiat 16-20 HP / Q2736297